# Paraliparis monoporus
Paraliparis monoporus és una espècie de peix pertanyent a la família dels lipàrids.

## Descripció
- Fa 23,6 cm de llargària màxima.
- Nombre de vèrtebres: 72-74.[5]

## Hàbitat
És un peix marí i batidemersal que viu entre 850 i 1.000 m de fondària.

## Distribució geogràfica
Es troba al Pacífic sud-oriental (Xile) i l'oceà Antàrtic (entre les illes Shetland del Sud i Òrcades del Sud, el mar de Scotia i l'est de l'Antàrtida).

## Observacions
És inofensiu per als humans.